# Residencias de la Casa Real de Saboya
Las Residencias de la Casa Real de Saboya es un grupo de edificios en Turín y su provincia, en el Piamonte (Italia septentrional). La familia real de Saboya comenzó, en el siglo XVI a encargar la remodelación de antiguos castillos (incluso de época romana) y la construcción de nuevas residencias, en el cinturón verde que rodea la capital del Reino de Cerdeña, Turín.
Añadidas a la lista del Patrimonio de la Humanidad de la Unesco en 1997, edificios caracterizados por su belleza y particularidad, construidos en una mezcla entre el estilo manierista y el barroco triunfante piamontés: joyas proyectadas o remozadas por arquitectos del calibre de Amedeo y Carlo di Castellamonte, Filippo Juvarra, Guarino Guarini y Pelagio Palagi.
La lista de dichos palacios, palacetes y castillos incluye:
| Código  | Nombre                                                      | Dirección                     | Localidad     | Provincia | Coordenadas                                    |
| ------- | ----------------------------------------------------------- | ----------------------------- | ------------- | --------- | ---------------------------------------------- |
| 823-001 | Palazzo Reale                                               | Piazza Castello               | Turín         | Turín     | 45°04′21.1″N 7°41′08.6″E / 45.072528, 7.685722 |
| 823-002 | Palazzo Chiablese                                           | Piazza Reale                  | Turín         | Turín     | 45°04′23.0″N 7°41′06.7″E / 45.073056, 7.685194 |
| 823-003 | Armería Real y Biblioteca Real                              | Piazza Castello 191           | Turín         | Turín     | 45°04′19.8″N 7°41′07.8″E / 45.072167, 7.685500 |
| 823-004 | Palazzo della Prefettura (anteriores Secretarías de Estado) | Piazza Castello               | Turín         | Turín     | 45°04′17.9″N 7°41′09.1″E / 45.071639, 7.685861 |
| 823-005 | Archivos Estatales (anteriores Archivos de la Corte)        | Via Verdi / Via Luzio         | Turín         | Turín     | 45°04′15.4″N 7°41′16.2″E / 45.070944, 7.687833 |
| 823-006 | Anterior Academia Militar                                   | Via G. Verdi 6                | Turín         | Turín     | 45°04′14.8″N 7°41′16.8″E / 45.070778, 7.688000 |
| 823-007 | Escuela de equitación y establos                            | Via G. Verdi 10               | Turín         | Turín     | 45°04′10.4″N 7°41′20.2″E / 45.069556, 7.688944 |
| 823-008 | Ceca Regia Zecca                                            | Via G. Verdi 14               | Turín         | Turín     | 45°04′07.7″N 7°41′22.3″E / 45.068806, 7.689528 |
| 823-009 | Fachada del Teatro Real                                     | Piazza Castello               | Turín         | Turín     | 45°04′14.5″N 7°41′13.7″E / 45.070694, 7.687139 |
| 823-010 | Palazzo Madama                                              | Piazza Castello               | Turín         | Turín     | 45°04′15.8″N 7°41′04.4″E / 45.071056, 7.684556 |
| 823-011 | Palazzo Carignano                                           | Via Accademia delle Scienze 5 | Turín         | Turín     | 45°04′08.4″N 7°41′06.4″E / 45.069000, 7.685111 |
| 823-012 | Castello del Valentino                                      | Viale Mattioli 39             | Turín         | Turín     | 45°03′15.6″N 7°41′07.9″E / 45.054333, 7.685528 |
| 823-013 | Villa della Regina                                          | Strada S. Margherita, 40      | Turín         | Turín     | 45°03′32.4″N 7°42′23.0″E / 45.059000, 7.706389 |
| 823-014 | Castello di Rivoli                                          | Piazza Mafalda di Savoia      | Rivoli        | Turín     | 45°04′12.1″N 7°30′39.0″E / 45.070028, 7.510833 |
| 823-015 | Castello di Moncalieri                                      | Piazza Baden Baden            | Moncalieri    | Turín     | 45°00′08.1″N 7°41′12.5″E / 45.002250, 7.686806 |
| 823-016 | Castello di Venaria                                         | Piazza della Repubblica 4     | Venaria Reale | Turín     | 45°08′10.4″N 7°37′35.2″E / 45.136222, 7.626444 |
| 823-017 | Castello della Mandria                                      | Via Carlo Emanuele II, 256    | Venaria Reale | Turín     | 45°08′53.0″N 7°36′02.6″E / 45.148056, 7.600722 |
| 823-018 | Palazzina di Stupinigi                                      | Piazza Principe Amedeo 7      | Stupinigi     | Turín     | 44°59′47.1″N 7°36′19.9″E / 44.996417, 7.605528 |
| 823-019 | Castello di Agliè                                           | Piazza Castello 2             | Agliè         | Turín     | 45°21′41.7″N 7°46′09.1″E / 45.361583, 7.769194 |
| 823-020 | Castello di Racconigi                                       | Piazza Carlo Alberto          | Racconigi     | Cuneo     | 44°46′09.8″N 7°40′33.5″E / 44.769389, 7.675972 |
| 823-021 | Finca Pollenzo                                              | Piazza della Chiesa -Pollenzo | Bra           | Cuneo     | 44°40′59.9″N 7°53′41.9″E / 44.683306, 7.894972 |
| 823-022 | Castello di Govone                                          | Piazza Roma 1                 | Govone        | Cuneo     | 44°48′18.1″N 8°05′55.7″E / 44.805028, 8.098806 |